# Седин, Митрофан Карпович
Митрофа́н Ка́рпович Седин (22 ноября 1861 — 18 августа 1918) — русский писатель и журналист, революционный деятель, пропагандист. Ряд источников называет его «кубанским Горьким».

## Биография
Митрофан Седин родился 22 ноября 1861 года в Ейске (ныне в Краснодарском крае), в семье кузнеца. Из-за отсутствия средств на обучение, ему пришлось продолжить дело отца. Грамоте выучился самостоятельно, также научился играть на скрипке.
В 22 года женился на казачке станицы Вознесенской Евдокии Васильевне Мальцевой, сын Глеб (1888—1918) также занялся революционной деятельностью. После свадьбы Седин перебрался в станицу Ивановскую, где организовал собственную кузницу. Параллельно начал интересоваться политикой и драматургией. В 1895 году организовал первый подпольный кружок из 20 человек, где обсуждалось творчество Чернышевского, Добролюбова, Некрасова и Шевченко.
Когда знакомый в Екатеринодаре передал Седину «Манифест Коммунистической партии», он начал активно распространять революционную литературу в станицах Стеблиевской, Полтавской, Джерелиевской и Марьянской. Из-за этого возник конфликт с местными атаманами.
Первое своё произведение — пьесу «Маруся-казачка» — Седин написал в начале 1900-х годов. В ней автор поднял проблему сословной розни между казаками и иногородними. Данная тема способствовала популярности пьесы. В текстах Седина часто встречаются украинизмы и диалектные выражения. Совокупно за свою жизнь написал около 60 произведений.
Летом 1903 года Седин с семьёй переехал в Екатеринодар, где также открыл кузницу. Помимо кузницы продолжал писать произведения о жизни рабочих. Его творчество регулярно получало негативные оценки цензуры и не допускалось к печати. Только спустя несколько лет он добился публикации в газете «Кубань» материала, в котором жёстко раскритиковал духовенство, которое проповедовало в то время контрреволюционные идеи. В 1906 году в газете «Жизнь Северного Кавказа» он опубликовал критическое стихотворение о работе Государственной думы.
В 1914 году Митрофан Седин устроился рабочим в артель «Строитель», где через больничную кассу «Объединение» и Антона Лиманского познакомился с революционерами: Карякиным, Худаниным и Асаульченко. Помимо этого, работал в больничной кассе завода «Кубаноль». Принимал участие в забастовках на макаронной фабрике и забастовке работников железной дороги в Екатеринодаре.
В 1915 году Седин собрал драматический кружок для краснодарских рабочих, где ставились спектакли на различные политические и социальные темы. Под прикрытием кружка организовывал тайные встречи, где распространял идеи большевизма. Из-за того, что содержание театра было затратным и трудоёмким, он решил организовать печатное издание. Вскоре открыл журнал «Прикубанские степи». 15 ноября вышел первый номер.
Идею рабочего журнала позитивно оценили социал-демократы Янковский, Дмитриев и Марочкин, которые приехали на Кубань для организации революционной работы. Они предложили Седину финансировать выпуск за счёт денежных взносов рабочих. Уже во втором номере журнала появились новые рубрики, в том числе «Заграничная жизнь», где Седин пропагандировал антивоенные идеи и идеи пролетарской солидарности.
После Февральской революции 1917 года Митрофан Седин стал членом большевистской партии. При Краснодарской большевистской организации открылась газета «Прикубанская правда», которая заменила «Прикубанские степи» и выходила до второго наступления деникинцев. После взятия города газета была закрыта. В конце года Седин переехал в станицу Тихорецкую.
В 1918 году Митрофан Седин стал редактором большевистской газеты «Рабочий и солдат» в Тихорецкой. Газета призывала Красную армию к борьбе, описывала отношения красных и казаков. В конце июля он вернулся в Краснодар, где его пригласили в редколлегию газеты «Известия».
18 августа 1918 года Митрофана Седина на улицах Екатеринодара опознал офицер контрразведки, он был задержан белогвардейцами недалеко от берега реки Кубань. Он попытался бежать, за что был застрелен на месте.
В 1920 году улицу Котляревского переименовали в честь Седина.